# Temporada 2013-14 del fútbol venezolano
La Temporada 2013-14 del fútbol venezolano abarca todas las actividades relativas a campeonatos de fútbol profesional, nacionales e internacionales, disputados por clubes venezolanos, y por las selecciones nacionales de este país, en sus diversas categorías, durante el 2013 y el 2014.
| Categoría      | Campeonato                             | Campeón |
| -------------- | -------------------------------------- | --- |
| Primera        | Apertura 2013                          | Club Deportivo Mineros de Guayana |
| Primera        | Clausura 2014                          | Zamora Fútbol Club |
| Primera        | Campeón de 1.ª                         | Zamora Fútbol Club |
| Segunda        | Torneo Apertura 2013                   | - Metropolitanos Fútbol Club (Grupo Centro-Oriental) - Unión Atlético Falcón (Grupo Centro-Occidental) |
| Segunda        | Torneo de Ascenso 2014                 | Portuguesa Fútbol Club |
| Segunda        | Torneo de Promoción y Permanencia 2014 | - Deportivo Anzoátegui B (Grupo Oriental) - Policía de Lara FC (Grupo Central) - Ureña SC (Grupo Occidental) |
| Tercera        | Torneo Clasificatorio 2013             | - Margarita FC (Grupo Oriental I) - Atlético Sucre CF (Grupo Central I) - UD Lara (Grupo Central II) - Victorianos FC (Grupo Central III) - Deportivo Táchira B (Grupo Occidental I) - Potros de Barinas FC (Grupo Occidental II) - Atlético Socopó FC (Grupo Occidental III) |
| Tercera        | Torneo Nivelación 2014                 | - Sucre FC (Grupo Oriental I) - Atlético Bolívar FC (Grupo Oriental II) - Hermandad Gallega FC (Grupo Central I) - Deportivo Paraguaná (Grupo Central II) - Unión Atlético Alto Apure (Grupo Occidental I) - Policía del Táchira FC (Grupo Occidental II)                     |
| Copa Venezuela | Copa Venezuela 2013                    | Caracas Fútbol Club |

## Torneos locales

### Primera
|                                                                                            |
| Club Deportivo Mineros de Guayana Campeón Apertura 2013 Clasifica a Copa Libertadores 2015 |

|                                                                             |
| Zamora Fútbol Club Campeón Clausura 2014 Clasifica a Copa Libertadores 2015 |

|                                                                      |
| Zamora Fútbol Club Campeón de la Primera División Venezolana 2013/14 |

### Segunda
| Metropolitanos Fútbol Club Campeón Apertura 2013 (Grupo Centro-Oriental) |

| Unión Atlético Falcón Campeón Apertura 2013 (Grupo Centro-Occidental) |

| Deportivo Anzoátegui B Campeón Promoción y Permanencia 2014 (Grupo Oriental) |

| Policía de Lara FC Campeón Promoción y Permanencia 2014 (Grupo Central) |

| Ureña SC Campeón Promoción y Permanencia 2014 (Grupo Occidental) |

| Portuguesa Fútbol Club Campeón de la Torneo de Ascenso 2014 Clasifica a Primera División Venezolana 2014/15 |

### Tercera
|                                                           |
| Margarita FC Campeón Clasificatorio 2013 (Grupo Oriental) |

|                                                                 |
| Atlético Sucre CF Campeón Clasificatorio 2013 (Grupo Central I) |

|                                                        |
| UD Lara Campeón Clasificatorio 2013 (Grupo Central II) |

|                                                                |
| Victorianos FC Campeón Clasificatorio 2013 (Grupo Central III) |

|                                                                      |
| Deportivo Táchira B Campeón Clasificatorio 2013 (Grupo Occidental I) |

|                                                                        |
| Potros de Barinas FC Campeón Clasificatorio 2013 (Grupo Occidental II) |

|                                                                       |
| Atlético Socopó FC Campeón Clasificatorio 2013 (Grupo Occidental III) |

|                                                     |
| Sucre FC Campeón Nivelación 2014 (Grupo Oriental I) |

|                                                                 |
| Atlético Bolívar FC Campeón Nivelación 2014 (Grupo Oriental II) |

|                                                                |
| Hermandad Gallega FC Campeón Nivelación 2014 (Grupo Central I) |

|                                                                |
| Deportivo Paraguaná Campeón Nivelación 2014 (Grupo Central II) |

|                                                                        |
| Unión Atlético Alto Apure Campeón Nivelación 2014 (Grupo Occidental I) |

|                                                                      |
| Policía del Táchira FC Campeón Nivelación 2014 (Grupo Occidental II) |

### Copa Venezuela
| Caracas Fútbol Club Campeón Copa Venezuela 2013 Clasifica a Copa Sudamericana 2014 | [ 1 ] |

## Torneos internacionales
Véase además Anexo:Clubes venezolanos en torneos internacionales

### Copa Libertadores
Los equipos que clasificaron a la Copa Libertadores 2014 son:
- Zamora Fútbol Club.
- Caracas.
- Deportivo Anzoátegui.

### Copa Sudamericana
Los equipos que clasificaron a la Copa Sudamericana 2013 son:
- Mineros de Guayana
- Deportivo Lara.
- Deportivo Anzoátegui
- Trujillanos Fútbol Club

## Premios Y Reconocimientos
| Mejor Jugador | Mejor Jugador Venezolano en el Extranjero | Mejor Jugador Extranjero en Venezuela | Mejor Directo Técnico | Mejor Equipo | Mejor Árbitro | Mejor Juvenil | Mejor Estadio | Mejor Página Web | Mejor Equipo en Redes Sociales | Máximo Goleador | Mejor Portero | Máximo Goleador en Copa Venezuela | Fair Play          |
| ------------- | ----------------------------------------- | ------------------------------------- | --------------------- | ------------ | ------------- | ------------- | ------------- | ---------------- | ------------------------------ | --------------- | ------------- | --------------------------------- | ------------------ |
| Pedro Ramírez | Salomón Rondón                            | Zamir Valoyes                         | Noel Sanvicente       | Zamora FC    | Juan Soto     | Jhon Murillo  | CTE Cachamay  | Caracas FC       | Deportivo Lara                 | Juan Falcón     | Rafael Romo   | Edder Farías                      | Atlético Venezuela |